# فاتسلاف الأول ملك بوهيميا
فاتسلاف الأول (نحو 1205 – 23 سبتمبر 1253)؛ ملك بوهيميا منذ 1230 حتى 1253، وعُرف بلقب ذو العين الواحدة.

## بدايات حكمه
توج فاتسلاف في 6 فبراير 1228 مع والده لحكم مملكة بوهيميا. وفي 15 ديسمبر 1230، توفي أوتوكار وخلفه فاتسلاف ملكَ بوهيميا الأكبر.
ساد في بدايات عهده تهديدٌ على بوهيميا الذي فرضه فريدرش الثاني، دوق النمسا، إذ شكلت المنهجية التوسعية التي اتبعها فريدرش قلقًا واحتجاجًا لدى العديد من الحكام الآخرين. وفي عام 1236، شارك مع الإمبراطور الروماني المقدس فريدرش الثاني في حرب على الرابطة اللومباردية. وطالب الإمبراطور من فاتسلاف وغيره من حكام التابعون لإمبراطورية الرومانية المقدسة إعارة جزء من قواتهم للانضمام إلى مجهوده الحربي، قاد فاتسلاف مجموعة من الأمراء الذين أعربوا عن ترددهم في تشتيت مجهود أي جندي عن الدفاع عن أراضيهم، مشيرين إلى خطر غزو قادم من دوقية النمسا. طلبوا التدخل الإمبراطوري في هذا الشأن.
وفي يونيو 1236،فرض الإمبراطور حظرًا إمبراطوريًا على دوق النمسا، بحيث أُرسلت قوات ضد الدوق ففر مُجبرًا من فيينا نحو فينر نوشتات. واستمر في حكم بقايا دولة للسنة التالية. أعلن الإمبراطور حكمًا إمبراطوريًا مباشرًا في كل من النمسا ودوقية ستيريا التي كان يسيطر عليها أيضًا الدوق الهارب، استلم إكبرت فون أنديخس ميرانين، أسقف بامبرغ السابق، حكم الدوقيتين. وحكم إكبرت منذ فبراير حتى وفاته في 5 يونيو 1237، لم يكن فاتسلاف سعيدًا بهذا التوسع الواضح للسلطة الإمبراطورية المباشرة والقريبة من حدوده، فشكل فاتسلاف والدوق فريدرش تحالفًا ضد الإمبراطور، آثر الإمبراطور فريدرش رفع الحظر عام 1237 على فتح جبهة أخرى، وتمكن فاتسلاف من التفاوض على توسيع بوهيميا شمال نهر الدانوب، بضم الأراضي التي قدمها الدوق فريدرش من أجل تشكيل تحالفهم والحفاظ عليه.
وجد فاتسلاف وفريدرش أيضًا حليفًا آخر أوتو الثاني، دوق بافاريا. وفي يونيو 1239 انسحب فاتسلاف وأوتو من الرايخستاغ (البرلمان الإمبراطوري) في إيغر، فانصرفا بذلك عن خدمة الإمبراطور فريدرش الثاني المحروم كنسيًا. وعلى الرغم من نيتهم انتخاب ملك مناوئ، لم تُجر انتخابات كهذه حتى عام 1246. وفي عام 1246، انتُخب هاينريش راسبي، لاندغريف تورينغن، ملكًا على ألمانيا في مواجهة الإمبراطور فريدرش الثاني وكونراد الرابع ملك ألمانيا.

## الغزو المغولي
في عام 1241، نجح فاتسلاف في صد غارة على بوهيميا شنتها القوات التي تخدم تحت قيادة باتو خان وسوبوتاي من الإمبراطورية المغولية، وذلك في إطار الغزو المغولي لأوروبا. شن المغول حملة على مملكة بولندا وسيليزيا ومورافيا بقيادة بايدر وكادان وأوردا خان بقوة قوامها نحو 20 ألف مغولي، مما تسبب بدمار كبير.
أثناء الغزو المغولي لبولندا، طلب هنري الثاني الورع، دوق سيليزيا وصهر فاتسلاف، مساعدته في البداية على محاربة المغول. ولكن عندما قام فاتسلاف لمساعدته في لغنيتسا بقوة قوامها 5,000 جندي، أُجبر هنري الثاني بسبب قلقه على مهاجمة المغول دون مساعدة بوهيميا، فنتج عن ذلك معركة لغنيتسا المهلكة. وبعد انتصار المغول تراجع فاتسلاف لحماية بوهيميا. وجمع تعزيزات على طول الطريق من تورينغن وساكسونيا، قبل أن يلجأ إلى أراضي بوهيميا الجبلية التي ستعيق تضاريسها حركة الفرسان المغول. فعندما هاجمت طليعة مغولية منطقة كلودزكو، هزمهم سلاح الفرسان البوهيمي بسهولة في الممرات الجبلية. وبعد فشلهم ضد جيش فاتسلاف، انصرف المغول بقيادة بايدار وكادان عن بوهيميا وبولندا وتوجهوا جنوبًا بهدف لم شملهم مع باتو وسوبوتاي في المجر، حيث سُحق المجريون في معركة موهي.
عندما سمع سوبوتاي في 1242 أن الخان أوقطاي العظيم قد توفي في العام السابق، تعين على الجيش المغولي التراجع شرقًا، لأن ثلاثة أمراء من السلالة كانوا تحت قيادة سوبوتاي، وكان جنكيز خان قد أوضح وجوب عودة جميع أحفاد الخاقان (الخان الأكبر) إلى العاصمة المغولية قراقورم من أجل الكورولتاي (مجلس سياسي وعسكري)، الذي سينتخب الخاقان القادم. وهكذا كان انتصار فاتسلاف على الغزاة، انتصارٌ تحدث عنه المؤرخون في رسائل إلى الإمبراطور فريدرش الثاني بوصفه «الدفاع المنتصر».

## دوقية النمسا
في 15 يونيو 1246، قُتل فريدرش الثاني، دوق النمسا، في معركة نهر ليثا ضد بيلا الرابع ملك المجر. أنهت وفاته عهد أسرة بابنبرغ في النمسا. أدت قضية خلافته إلى سنوات من النزاع بين الورثة المختلفين. تركزت سياسة فاتسلاف الخارجية على الاستحواذ على النمسا لصالح سلالته البرميسل. وفي غضون ذلك، تمكن الإمبراطور فريدرش الثاني من وضع النمسا تحت الحكم الإمبراطوري المباشر مجددًا، ومع ذلك كان على الحاكم الإمبراطوري أوتو فون إبرشتاين أن يتعامل مع تمرد نمساوي، حال دون تحقيق المنافع الفورية المرجوة من ضم الدوقية.
سمح الامتياز الناقص، الوثيقة التي رفعت مكانة النمسا إلى دوقية في 17 سبتمبر 1156 السماح ورثة النساء من عائلة بابنبرغ بوراثة العرش، وهكذا تمكنت غيرترود، دوقة النمسا، وابنة شقيق الراحل فريدرش الثاني، من المطالبة بحقها الشخصي في الدوقية، رتب فاتسلاف لزواجها من ابنه البكر فاتسلاف مرغريف مورافيا، وبذلك أُعلن فاتسلاف دوقًا على النمسا بحكم زواجه وتمكن من الحصول على دعم جزء من النبلاء النمساويين. وفي 3 يناير 1247 توفي فاتسلاف فجأة وأُبطلت خطة فاتسلاف الأولية، إلا أن غيرترود واصلت مطالبتها وأقبلت على الزواج من هيرمان السادس، مرغريف بادن.

## التمرد
اضطر فاتسلاف في عام 1248 إلى التعامل مع تمرد النبلاء البوهيميين بقيادة ابنه الثاني أوتوكار، غرر النبلاء الساخطون بأوتوكار لقيادة التمرد والذي حصل من خلاله على لقب «الملك الأصغر»، تمكن فاتسلاف من هزيمة المتمردين وسجن ابنه، بحيث حمل أوتوكار الثاني لقب ملك بوهيميا من 31 يوليو 1248 وحتى نوفمبر 1249.
بحلول نهاية عام 1250، توفي كل من الإمبراطور وهيرمان السادس. وبكون الأخير لم يحظ بقبول النبلاء النمساويين، واصلت غيرترود ونجلها الوحيد فريدرش الأول، مرغريف بادن مطالبتهما. قاد فاتسلاف غزوًا ناجحًا على النمسا، اكتمل بحلول عام 1251. وأطلق فاتسلاف سراح أوتوكار الثاني وسماه مرغريف مورافيا. أعلن فاتسلاف ابنه أوتوكار دوقًا على النمسا ونال استحسان النبلاء. ومن أجل صون حقوق السلالة في النمسا، كان في ذهن فاتسلاف امرأة أخرى من عائلة بابنبرغ وهي مارغريت دوقة النمسا، شقيقة الدوق فريدرش الثاني وعمة غيرترود وأرملة هنري السابع ملك ألمانيا الذي توفي عام 1242 وكانت أكبر بكثير من أوتوكار، وتزوجا في 11 فبراير 1252.
لم يستمتع فاتسلاف بانتصاره لفترة طويلة. توفي في 23 سبتمبر 1253 وخلفه ابنه أوتوكار الثاني.

## تقييم عهد فاتسلاف الأول
تبنى البلاط الملكي في عهد فاتسلاف الأول ملك بوهيميا، توجهات لتنمية أنماط حياة مشابهة لنموذج أوروبا الغربية المعاصرة، بما في ذلك ثقافة المبارزة والبطولات والاستمتاع بالقصائد والأغاني اللبقة الرقيقة. ويُنسب إلى حكومته تأسيس الدولة التشيكية، وزيادة النفوذ السياسي التشيكي في أوروبا، وصعود طبقة النبلاء التشيكيين، والتطوير المستمر للحياة الحضرية والتجارة والحرف اليدوية.
دعم فاتسلاف، كما والده وابنه، توافد الألمان الأصليين إلى البلاد. وكان أول من منح امتيازات لليهود؛ ولو أنه كان من المتوقع منهم أن يدفعوا مبالغ كبيرة مقابلها.